# Vacansoleil-DCM
Vacansoleil-DCM Pro Cycling Team (Код команды UCI: VCD) — голландская профессиональная шоссейная велокоманда. созданная в 2008 году, в качестве преемника велокоманды P3 Transfer-Batavus. Также в команду вошла часть гонщиков и персонала из команды Collstrop. В 2009 году команда дебютировала в шоссейных велогонках. С 2011 года Vacansoleil-DCM имеет статус Профессиональной команды UCI (англ. UCI ProTeam), в сезонах 2009—2010 годов выступала в статусе Профессиональной континентальной команды UCI (англ. UCI Professional Continental Team).
Спонсором команды является европейский производитель оборудования для кемпинга класса люкс — Vacansoleil Camping Holidays. В 2011 году вторым титульным спонсором команды стала бельгийская компания DCM — крупный поставщик посадочного материала и удобрений для сельского хозяйства.

## Текущий состав
По состоянию на 01.01.2013.
| Велогонщик                 | Страна     | Дата рождения |
| -------------------------- | ---------- | ------------- |
| Боле, Грега                | Словения   | 13.08.1985    |
| Букманс, Крис              | Бельгия    | 13.02.1987    |
| Вальс, Рафаэль             | Испания    | 25.06.1987    |
| Ван Поппел, Бой            | Нидерланды | 18.01.1988    |
| Ван Поппел, Данни          | Нидерланды | 26.07.1993    |
| Ван Хюммел, Кенни          | Нидерланды | 30.09.1982    |
| Вестра, Лиуве              | Нидерланды | 11.09.1982    |
| Вёхелен, Фредерик          | Бельгия    | 04.09.1978    |
| Де Гендт, Томас            | Бельгия    | 06.11.1986    |
| Кейзер, Мартейн            | Нидерланды | 25.03.1988    |
| Кредер, Веслей             | Нидерланды | 04.11.1990    |
| Лагутин, Сергей            | Узбекистан | 14.01.1981    |
| Ламмертинк, Мауритс        | Нидерланды | 31.08.1990    |
| Лёкеманс, Бьорн            | Бельгия    | 01.07.1977    |
| Лигтарт, Пим               | Нидерланды | 16.06.1988    |
| Линдеман, Берт-Ян          | Нидерланды | 16.06.1989    |
| Маркато, Марко             | Италия     | 11.02.1984    |
| Маркюс, Барри              | Нидерланды | 17.07.1991    |
| Марчиньски, Томаш          | Польша     | 06.03.1984    |
| Мол, Ваутер                | Нидерланды | 17.04.1982    |
| Новиков, Никита Валерьевич | Россия     | 10.11.1989    |
| Пулс, Ваутер               | Нидерланды | 01.10.1987    |
| Рёйг, Роб                  | Нидерланды | 12.11.1986    |
| Рухано, Хосе               | Венесуэла  | 18.02.1982    |
| Сельваджи, Мирко           | Италия     | 11.02.1985    |
| Фейю, Ромен                | Франция    | 16.04.1984    |
| Флеча, Хуан Антонио        | Испания    | 17.09.1977    |
| Хогерланд, Джонни          | Нидерланды | 13.05.1983    |